# De Daltons op vrije voeten
De Daltons op vrije voeten (Les Dalton courent toujours) is het drieëntwintigste album in de stripreeks Lucky Luke. Het werd geschreven door René Goscinny en getekend door Morris. Het album werd in 1964 uitgegeven door Dupuis. Net zoals de eerste albums bestaat het album uit twee korte verhalen, waarin de Daltons centraal staan.

## Verhalen

### Amnestie voor de Daltons
Er is een nieuwe president gekozen, die ter ere van zijn benoeming een algehele amnestie afkondigt. Deze geldt dus ook voor de Daltons. Die besluiten het dit keer slim aan te pakken: ze willen eerlijk lijken en ondertussen gewoon beroven. Ze openen een saloon die naast de bank ligt, en beginnen een tunnel naar de bank te graven. Lucky Luke vermoedt dit echter en laat de bank telkens verhuizen. Als de Daltons inzien dat het hopeloos is besluiten ze weer over te gaan op gewone berovingen. Ze nemen Lucky Luke gevangen en laten hem achter in de saloon en gaan zelf eropuit. Lucky Luke ontsnapt al snel en gaat de Daltons achterna. Die zijn makkelijk te vinden want ze laten een spoor van terreur na. Uiteindelijk weet Lucky de Daltons in de woestijn te arresteren en weer terug te brengen naar de gevangenis.

### De Daltons bij de Indianen
De Indianen zijn in oorlog met de blanken. Op een dag bestormen ze de gevangenis waar de Daltons in zitten. De bewakers, en zelfs de gevangenen, krijgen wapens om de gevangenis te verdedigen, maar desondanks weten de Indianen een bres in de muur te slaan. De Daltons maken van die kans gebruik om te ontsnappen. Al snel worden ze gevangengenomen door de Indianen. Eerst wil de stam hen doden, maar wanneer ze gaan denken dat Averell een tovenaar is bedenken ze zich. De Daltons behoren nu tot de stam en zetten de Indianen aan tot bank en postkoets berovingen, waarvan zij de buit opstrijken. Lucky Luke komt erachter en gaat naar de Indianenstam toe. Daar weet hij de Indianen ervan te overtuigen dat ze bedrogen zijn door de Daltons. En hoewel het bijna mis gaat, weet Lucky Luke de Daltons uiteindelijk weer in te rekenen. Hij brengt de Daltons naar de gevangenis en gaat zelf weer weg.